# Cheumatopsyche analis
Cheumatopsyche analis là một loài Trichoptera trong họ Hydropsychidae. Chúng phân bố ở miền Tân bắc.